# Gayespur
Gayespur é uma cidade e um município no distrito de Nadia, no estado indiano de Bengala Ocidental.

## Demografia
Segundo o censo de 2001, Gayespur tinha uma população de 55 028 habitantes. Os indivíduos do sexo masculino constituem 51% da população e os do sexo feminino 49%. Gayespur tem uma taxa de literacia de 81%, superior à média nacional de 59,5%: a literacia no sexo masculino é de 85% e no sexo feminino é de 76%. Em Gayespur, 8% da população está abaixo dos 6 anos de idade.